# Newell Point
Der Newell Point ist eine Landspitze im Norden von Robert Island im Archipel der Südlichen Shetlandinseln. Sie markiert die südwestliche Begrenzung der nordwestlichen Einfahrt zur Nelson Strait.
Wissenschaftler der britischen Discovery Investigations kartierten und benannten ihn im Jahr 1935. Der Namensgeber ist nicht überliefert.